# Elminia
Elminia là một chi chim trong họ Stenostiridae.